# Juno Awards 2007
I Juno Awards 2007 (36ª edizione) si sono tenuti a Saskatoon il 31 marzo e 3 aprile 2007.

## Categorie
Lista parziale (sono incluse le categorie più importanti). In grassetto sono indicati i vincitori.

### Artista dell'anno
- Nelly Furtado
- Gregory Charles
- Diana Krall
- Pierre Lapointe
- Loreena McKennitt

### Gruppo dell'anno
- Billy Talent
- Alexisonfire
- Hedley
- Three Days Grace
- The Tragically Hip

### Artista rivelazione dell'anno
- Tomi Swick
- Eva Avila
- Neverending White Lights
- Melissa O'Neil
- Patrick Watson

### Gruppo rivelazione dell'anno
- Mobile
- Evans Blue
- Idle Sons
- Jets Overhead
- Stabilo

### Fan Choice Award
- Nelly Furtado
- Michael Bublé
- Gregory Charles
- Sarah McLachlan
- Nickelback

### Album dell'anno
- Nelly Furtado - Loose
- Billy Talent - Billy Talent II
- Hedley - Hedley
- Gregory Charles - I Think of You
- Three Days Grace - One-X

### Album di musica alternative dell'anno
- City and Colour - Sometimes
- Shout Out Out Out Out - Nothing Saying/Just Saying
- Islands - Return to the Sea
- Chad VanGaalen - Skelliconnection
- Malajube - Trompe-l'oeil

### Album internazionale dell'anno
- Dixie Chicks - Taking the Long Way
- Il Divo - Ancora
- Madonna - Confessions on a Dance Floor
- Justin Timberlake - FutureSex/LoveSounds
- Red Hot Chili Peppers - Stadium Arcadium

### Album pop dell'anno
- Nelly Furtado - Loose
- k-os - Atlantis: Hymns for Disco
- Chantal Kreviazuk - Ghost Stories
- Tomi Swick - Stalled Out in the Doorway
- Sarah McLachlan - Wintersong

### Album rock dell'anno
- Billy Talent - Billy Talent II
- Sam Roberts - Chemical City
- Sloan - Never Hear the End of It
- Mobile - Tomorrow Starts Today
- The Tragically Hip - World Container

### Singolo dell'anno
- Nelly Furtado feat. Timbaland - Promiscuous
- Chantal Kreviazuk - All I Can Do
- Billy Talent - Devil in a Midnight Mass
- Jim Cuddy - Pull Me Through
- k-os - Sunday Morning